# 39529 Vatnajökull
(39529) Vatnajökull, denumire internațională (39529) Vatnajokull, este un asteroid din centura principală de asteroizi.

## Descriere
39529 Vatnajökull este un asteroid din centura principală de asteroizi. A fost descoperit pe 3 noiembrie 1989 la Observatorul La Silla de Eric Walter Elst. Asteroidul prezintă o orbită caracterizată de o semiaxă mare de 2,33 ua, o excentricitate de 0,14 și o înclinație de 8,1° în raport cu ecliptica.